# Federazione cestistica della Lituania
La Lietuvos Krepšinio Federacija (acronimo LKF) è l'ente che controlla e organizza la pallacanestro in Lituania.
La federazione controlla inoltre le Nazionali maschile e femminile. Fino al settembre 2013 ha avuto come presidente Arvydas Sabonis, dimessosi all'indomani della finale dell'Eurobasket 2013.
È affiliata alla FIBA dal 1992 e organizza il campionato di pallacanestro lituano.